# Petar Lesov
Petar Lesov (bulgarsk: Петър Лесов, født 12. september 1960 i Rakovski i Bugarien) er en tidligere bulgarsk amatørbokser, der boksede i vægtklassen fluevægt. 
Ved OL i Moskva i 1980 vandt Lesov vandt OL-guld. Ved EM i amatørboksning året efter, i 1981, blev Lesov europamester i fluevægt og vandt igen titlen ved EM i 1983.
Efter Østblokkens sammenbrud blev det muligt at bokse som professionel i Bulgarien, og som 30-årig påbegyndte han i 1991 en professionel karriere. Han vandt den nyoprettede titel som bulgarsk mester i fjervægt, men tabte sine øvrige professionelle kampe og trak sig tilbage allerede i 1992.
Efter afslutningen af sin aktive karriere har han arbejdet som boksetræner, og har bl.a. været træner for amatørverdensmesteren Detelin Dalaklijev. Han var i 2007-2011 var han cheftræner for det bulgarske bokselandshold.
Der er i hjembyen Rakovski rejst en statue af Lesov.